# Eleccions legislatives lituanes de 2000
Les Eleccions legislatives lituanes de 2000 es van celebrar el 8 d'octubre de 2000 per a renovar els 141 membres del Seimas El partit més votat fou la coalició socialdemòcrata però es va formar un govern de coalició encapçalat pel liberal Rolandas Paksas com a primer ministre de Lituània.

## Antecedents
Després de la dimissió de Rolandas Paksas a finals de 1999 com a primer ministre de Lituània en no poder aconsguir millors condicions per transferir el control de la principal refineria de petroli del país a Williams International d'Amèrica, Kubilius es va convertir en primer ministre formant un govern de coalició d'Unió Patriòtica - Democristians Lituans i el Partit Democristià Lituà, que va servir fins a les eleccions legislatives de 2000.

## Resultats
| Coalició                                                  | Coalició | Partits | Vots    | %     | Escons   | +/- |
| --------------------------------------------------------- | --- | --- | ------- | ----- | -------- | --- |
|                                                           | Coalició Socialdemòcrata d'Algirdas Brazauskas (Algirdo Brazausko Socialdemokratinė Koalicija)                                      | Partit Democràtic Laborista (Lietuvos Demokratinė Darbo Partija )                                                                   | 457.294 | 31,08 | 26 / 141 | 14  |
| Partit Socialdemòcrata (Lietuvos Socialdemokratų Partija) | Coalició Socialdemòcrata d'Algirdas Brazauskas (Algirdo Brazausko Socialdemokratinė Koalicija)                                      | 19 / 141 | 457.294 | 31,08 | 7        |     |
| Nou Partit Democràtic (Naujosios Demokratijos Partija)    | Coalició Socialdemòcrata d'Algirdas Brazauskas (Algirdo Brazausko Socialdemokratinė Koalicija)                                      | 3 / 141 | 457.294 | 31,08 | 3        |     |
| Unió dels Russos de Lituània (Lietuvos Rusų Sąjunga)      | Coalició Socialdemòcrata d'Algirdas Brazauskas (Algirdo Brazausko Socialdemokratinė Koalicija)                                      | 3 / 141 | 457.294 | 31,08 | 2        |     |
|                                                           | Nova Unió (Social Liberals) (Naujoji sąjunga (socialliberalai))                                                                     | Nova Unió (Social Liberals) (Naujoji sąjunga (socialliberalai))                                                                     | 288.895 | 19,64 | 28 / 141 | Nou |
|                                                           | Unió Liberal de Lituània (Lietuvos Liberalų Sąjunga )                                                                               | Unió Liberal de Lituània (Lietuvos Liberalų Sąjunga )                                                                               | 253.823 | 17,25 | 33 / 141 | 32  |
|                                                           | Unió Patriòtica (Conservadors Lituans) (Tėvynės sąjunga/Lietuvos konservatoriai)                                                    | Unió Patriòtica (Conservadors Lituans) (Tėvynės sąjunga/Lietuvos konservatoriai)                                                    | 126.850 | 8,62  | 8 / 141  | 62  |
|                                                           | Unió Democristiana (Krikščionių Demokratų Sąjunga)                                                                                  | Unió Democristiana (Krikščionių Demokratų Sąjunga)                                                                                  | 61.583  | 4,19  | 1 / 141  | =   |
|                                                           | Partit Agrari Lituà (Lietuvos Valstiečių Partija)                                                                                   | Partit Agrari Lituà (Lietuvos Valstiečių Partija)                                                                                   | 60.040  | 4,08  | 4 / 141  | 3   |
|                                                           | Partit Democristià Lituà (Lietuvos Krikščionų Demokratiaių Partija)                                                                 | Partit Democristià Lituà (Lietuvos Krikščionų Demokratiaių Partija)                                                                 | 45.227  | 3,07  | 2 / 141  | 14  |
|                                                           | Unió del Centre de Lituània (Lietuvos Centro Sajunga)                                                                               | Unió del Centre de Lituània (Lietuvos Centro Sajunga)                                                                               | 42.030  | 2,56  | 2 / 141  | 11  |
|                                                           | Unió Moderada Conservadora (Nuosaikiųjų Konservatorių Sąjunga)                                                                      | Unió Moderada Conservadora (Nuosaikiųjų Konservatorių Sąjunga)                                                                      | 29.615  | 2,01  | 1 / 141  | Nou |
|                                                           | Acció Electoral dels Polonesos de Lituània (Lietuvos lenkų rinkimų akcija)                                                          | Acció Electoral dels Polonesos de Lituània (Lietuvos lenkų rinkimų akcija)                                                          | 28.641  | 1,95  | 2 / 141  | 1   |
|                                                           | Unió Popular Lituana (Lietuvos Liaudies Sąjunga)                                                                                    | Unió Popular Lituana (Lietuvos Liaudies Sąjunga)                                                                                    | 21.583  | 1,47  | 0 / 141  | =   |
|                                                           | Unió per la Llibertat de Lituània (Lietuvos Laisvės Sąjunga)                                                                        | Unió per la Llibertat de Lituània (Lietuvos Laisvės Sąjunga)                                                                        | 18.622  | 1,27  | 1 / 141  | =   |
|                                                           | Jove Lituània. Nous Nacionalistes i Unió de Presos Polítics ("Jaunosios Lietuvos", naujųjų tautininkų ir Politinių Kalinių Sąjunga) | Jove Lituània. Nous Nacionalistes i Unió de Presos Polítics ("Jaunosios Lietuvos", naujųjų tautininkų ir Politinių Kalinių Sąjunga) | 16.941  | 1,15  | 1 / 141  | =   |
|                                                           | Unió Nacional Lituana - Lliga de la Llibertat (Lietuvių Tautininkų Sąjunga )                                                        | Unió Nacional Lituana - Lliga de la Llibertat (Lietuvių Tautininkų Sąjunga )                                                        | 12.884  | 0,88  | 0 / 141  | =   |
|                                                           | Unió Moderna Democristiana (Moderniųjų Krikščionių Demokratų Sąjunga)                                                               | Unió Moderna Democristiana (Moderniųjų Krikščionių Demokratų Sąjunga)                                                               |         |       | 3 / 141  | =   |
|                                                           | Independents | Independents |         |       | 3 / 141  | 1   |
| Font: Comitè Electoral lituà                              | Font: Comitè Electoral lituà | Total (participació 55,9%) |         |       | 141      |     |

## Conseqüències
El 19 d'octubre de 2000, el Seimas va escollir el líder de la Nova Unió, Arturas Pauluskas, com a nou president i el 24 d'octubre, el president Valdas Adamkus va nomenar Rolandas Paksas com a nou primer ministre al capdavant d'un govern de coalició de la Unió Liberal, la Nova Unió (Social Liberals), la Unió del Centre i la Unió Moderna Democristiana.